# Molk (ort i Iran)
Molk (persiska: ملک) är en ort i Iran.   Den ligger i provinsen Östazarbaijan, i den nordvästra delen av landet, 400 km nordväst om huvudstaden Teheran. Molk ligger 1 607 meter över havet och antalet invånare är 414.
Terrängen runt Molk är huvudsakligen kuperad, men åt nordväst är den bergig. Molk ligger nere i en dal. Runt Molk är det ganska glesbefolkat, med 38 invånare per kvadratkilometer. Närmaste större samhälle är Ārmūdāq, 5,5 km nordost om Molk. Trakten runt Molk består i huvudsak av gräsmarker.